# 잎벌레과

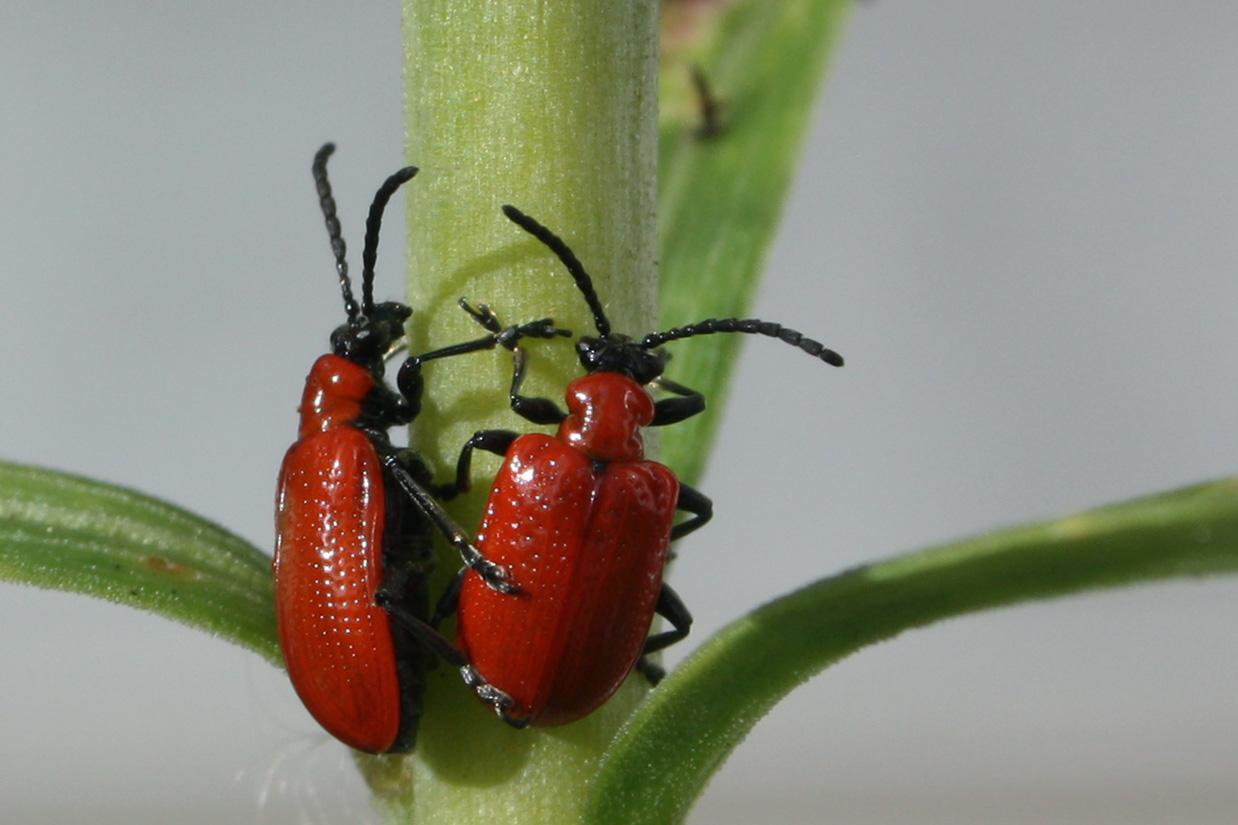

잎벌레과(Leaf beetle, Chrysomelidae)의 곤충은 2,500개 이상의 속에 37,000종 이상(최소 50,000종)이 포함되어 있으며 모든 딱정벌레 계열 과들 중에서 가장 크고 가장 흔하게 접할 수 있는 곤충과 중 하나이다. 수많은 아과가 인식되지만 정확한 분류 및 체계는 진행 중인 연구에 따라 변경될 수 있다.
성충과 애벌레 잎벌레는 모든 종류의 식물 조직을 먹고 산다. 예를 들어 콜로라도 감자 딱정벌레(Leptinotarsa decemlineata), 아스파라거스 딱정벌레(Crioceris asparagi), 곡류잎벌레(Oulema melanopus), 겨자 딱정벌레(Phaedon cochleariae) 및 다양한 벼룩 딱정벌레와 같은 많은 것들이 경작 식물의 심각한 해충이다. 식물 질병의 숙주로 작용하는 사람은 거의 없다. 다른 것들은 침입성 잡초의 생물학적 방제에 사용하기 때문에 유익하다. 일부 잎벌레과 곤충은 일반적으로 광택이 나는 노란색에서 빨간색 또는 금속성 청록색으로 눈에 띄게 착색되며 일부(특히 남생이잎벌레아과)는 매우 기괴한 모양을 가지고 있다. 따라서 이것들은 곤충 수집가들 사이에서 매우 인기가 있다.